# Западная Кордильера (Колумбия)
Западная Кордильера (исп. Cordillera Occidental) — менее высокое из трёх главных ответвлений горных хребтов колумбийских Анд. Средняя высота здесь составляет около 2000 м, а высочайшая вершина достигает 4100 м. Западная Кордильера простирается с юга на север от Колумбийского массива в департаменте Нариньо, через департаменты Каука, Валье-дель-Каука, Рисаральда, Чоко и Кальдас, до массива Парамильо в департаментах Антьокия и Кордова.

## География
Западная Кордильера служит главным водоразделом между бассейнами Тихого и Атлантического океана. Западные склоны горного хребта относятся к тихоокеанскому региону Колумбии с впадающей в Тихий океан рекой Сан-Хуан, в качестве главной водной артерии; в то время как восточная часть массива принадлежит бассейну Карибского моря через реки Каука и Магдалена. Северная и северо-западная части хребта с реками Атрато и Сину также относятся к бассейну Атлантики. Западная Кордильера отделена от прибрежных гор Баудо долиной реки Атрато.

### Высочайшие вершины
- Серро-Татама — 4250 метров — Чоко и Рисаральда
- Фаральонес-де-Кали — 4050 метров — Валье-дель-Каука
- Фаральонес-де-Ситара — 4050 метров — Антьокия
- Парамо-де-Фронтино — 3950 метров — Антьокия
- Серро-Караманта — 3900 метров — Антьокия, Кальдас и Рисаральда
- Серрания-дель-Пинче — 3860 метров — Каука
- Альто-Мусингаa — 3850 метров — Антьокия
- Серро-Калима — 3840 метров — Валье-дель-Каука
- Серро-Парамильо — 3730 метров — Антьокия
- Серро-Вентана — 3450 метров — Валье-дель-Каука и Чоко

## Охраняемые природные зоны
В Западной Кордильере существует несколько национальных парков:
- Национальный парк Мунчикэ
- Национальный парк Фаральонес-де-Кали
- Национальный парк Татама
- Национальный парк Лас-Оркидеас
- Национальный парк Парамильо

Другие природные территории, находящиеся под защитой, включают в себя:
- Серрания-дель-Пинче
- Серрания-де-лос-Парагуас

### Местные охраняемые природные зоны
- Лесной заповедник Йотоко
- Лесной заповедник реки Битако

## Зоны отдыха
- местечко Дапа
- Водохранилище Калима